# Davek na dodano vrednost
Davek na dodano vrednost oziroma DDV uvrščamo med davke na potrošnjo. DDV je vsefazni in posredni davek na promet blaga in storitev, saj se plačuje v vsaki fazi proizvodno-distribucijske verige. Samo ime davka nam pove, da se v vsaki fazi oziroma pri vsakem posameznem prometu istovrstnega blaga in storitve obdavči le vrednost, ki je bila blagu ali storitvi dodana v tej fazi prometa. Pri DDV vsak udeleženec v verigi obračuna davek na dodano vrednost v tej fazi, hkrati pa od tega zneska DDV odšteje DDV, ki je bil vsebovan v produkcijskih faktorjih v prejšnjih fazah. Tako dejansko plača v proračunsko blagajno le razliko med davkom, ki ga je zaračunal pri naslednji fazi ali končnemu potrošniku, ter davkom, ki je bil njemu zaračunan pri nabavi. Zavezanec za DDV torej obračuna in plača dejansko le davek, ki bremeni vrednost, dodano v njegovi fazi proizvodnje ali prodaje. Ena od bistvenih lastnosti davka na dodano vrednost je zagotovitev davčne nevtralnosti med davčnimi zavezanci. Nevtralnost za davčnega zavezanca, kupca blaga in storitev pomeni pravico, da od davčne obveznosti v davčnem obdobju odšteje vstopni davek, ki so mu ga zaračunali dobavitelji.
V Sloveniji imamo tri stopnje DDV-ja: splošna stopnja 22 %, nižja stopnja 9,5 % in posebna nižja stopnja 5 %.